# Power Rangers Time Force – The Game
Power Rangers Time Force – komputerowa gra akcji wyprodukowana przez Vicarious Visions i wydana przez THQ w 2001 roku. Tytuł oparty został na fabule serialu telewizyjnego Power Rangers Time Force.